# Riksväg 66
Riksväg 66 går mellan Västerås och Norska gränsen vid Sälenfjällen via bland annat Ludvika och Malung. Längden är cirka 340 km. Vägen ansluter till norska Riksväg 25 till Hamar.

## Västerås-Ludvika

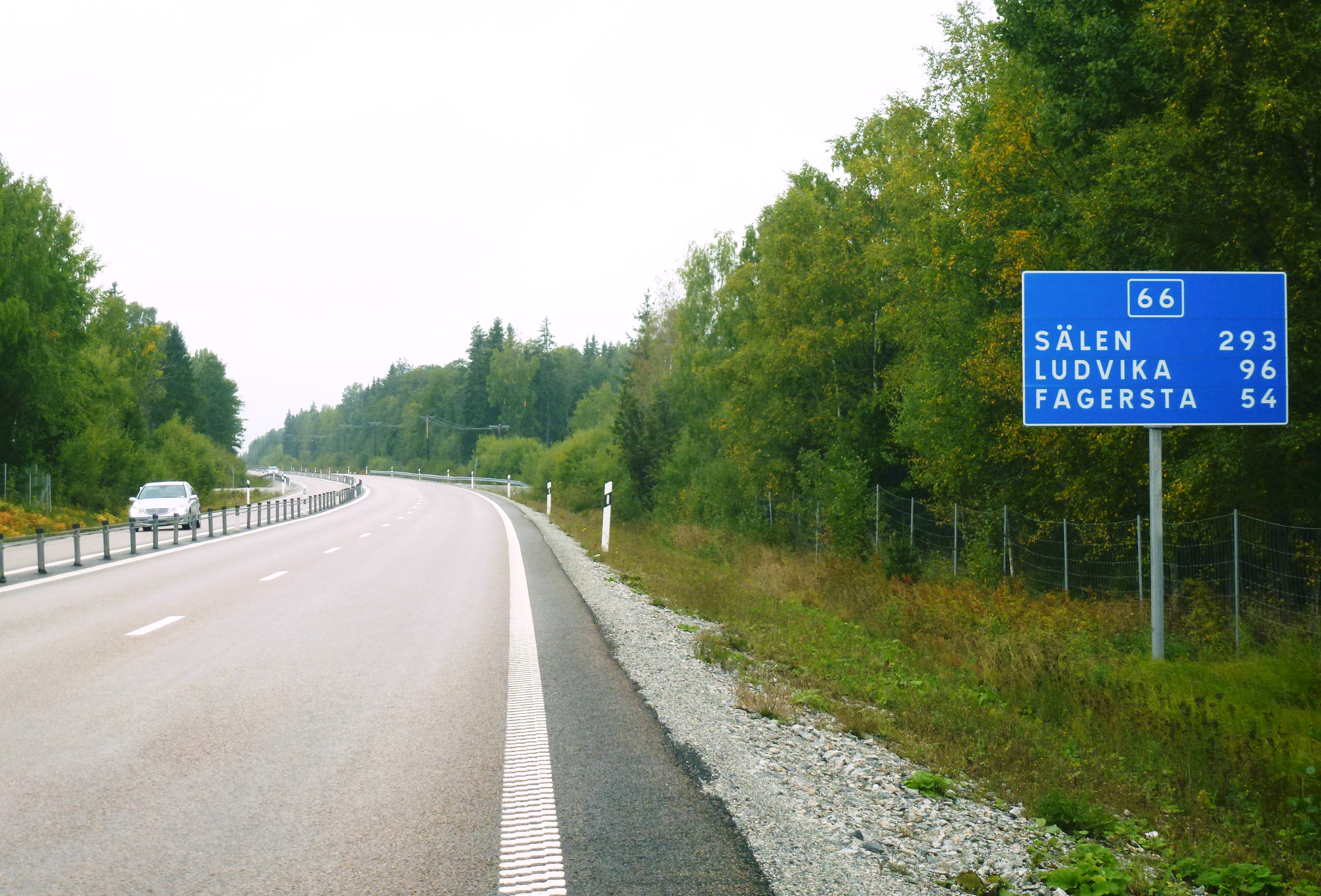
Riksväg 66 norr om Västerås.

Från E18 i Västerås går vägen i nordvästlig riktning och korsar större delen av Västmanlands län. Man passerar flera gamla brukssamhällen som Virsbo, Ramnäs och Surahammar. I Oti vid Fagersta korsas riksväg 68 och 66:an fortsätter i nordvästlig riktning mot Dalarna.

### Standard och planer
Vägen är vanlig landsväg, större delen med en bredd av 13 m, en mindre del smalare. Trafikverket har i etapper byggt om hela sträckan mellan Västerås och Fagersta till mötesfri väg (även kallad 2+1-väg). Arbetena påbörjades 2002 och den sista etappen utfördes under år 2014.

### Historia
Vägen hade från 1962 nummer 65, men blev i april-juni 1992 omnumrerad för att inte dela nummer med E65, då reglerna inte tillåter Europavägar och riksvägar i Sverige att ha samma nummer (endast en väg per nummer under 500). Vägnummer 66 blev ledigt eftersom E66 bytte nummer till E22 vid samma tidpunkt.
Före 1962, i det äldre systemet och sträckning öster om Kolbäcksån, gällde numren länsväg 233 Västerås–Ramnäs, länsväg 251 Ramnäs–Ängelsberg, länsväg 256 Ängelsberg–Fagersta–Oti och länsväg 250 Oti–Ludvika.

## Ludvika-Sälenfjällen

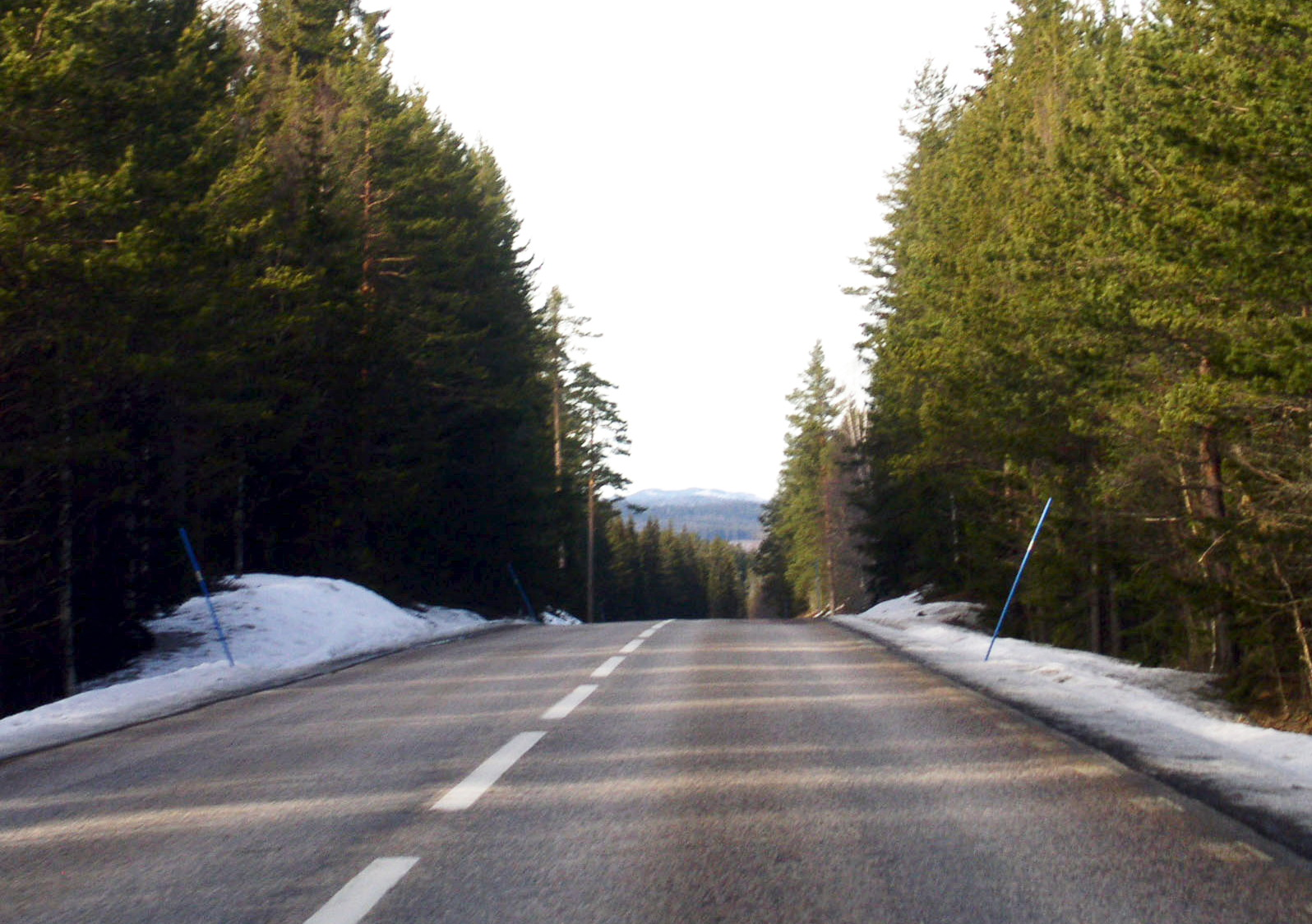
Vy mot norr från väg 66 mellan Nyhammar och Björbo.

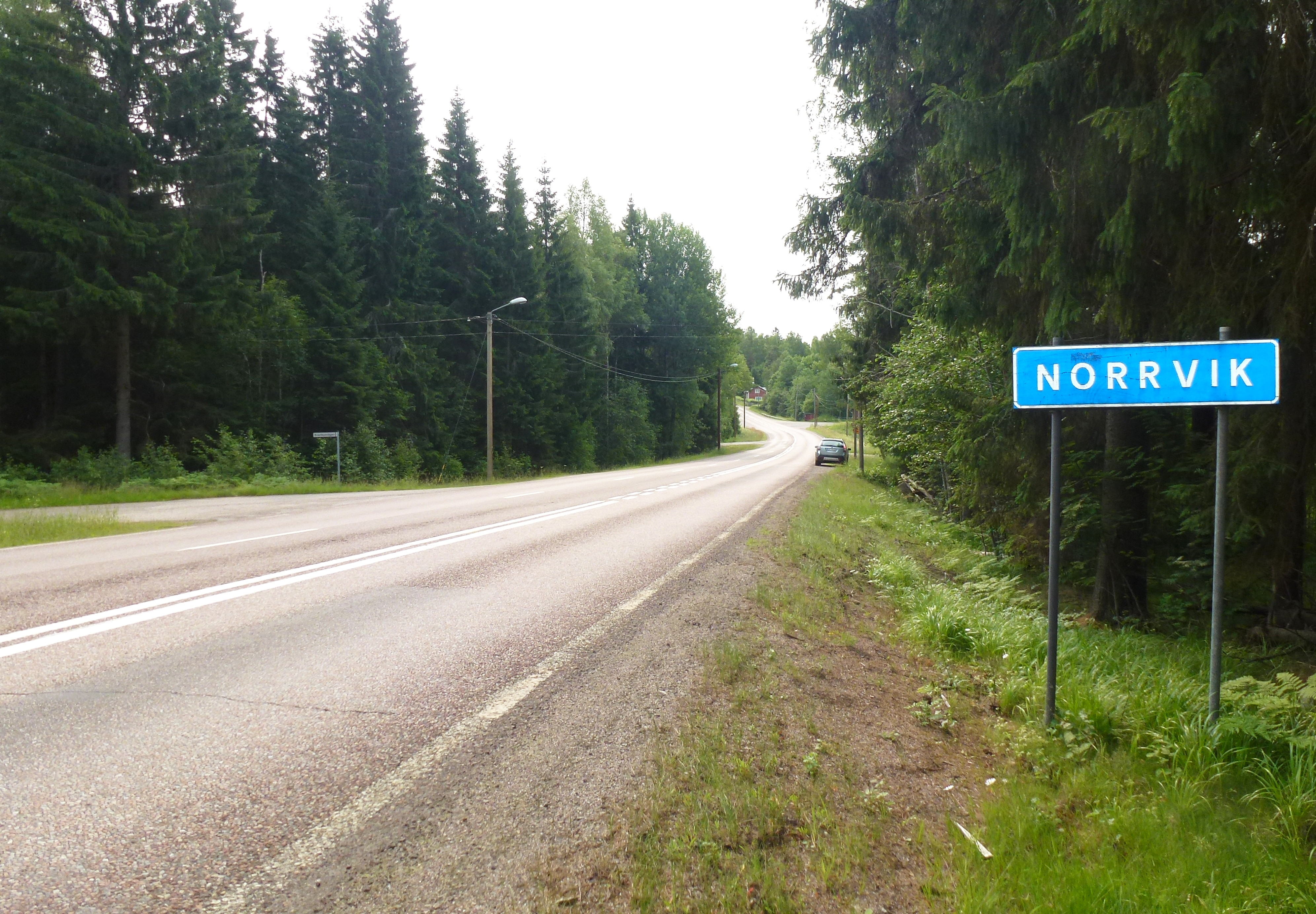
Riksväg 66 vid Norrvik, vy mot syd.

Riksväg 66 tog, i och med tillblivelsen av E16, över den tidigare sträckningen av länsväg 247. Det innebär att vägen delar sträckning med länsväg 245 mellan Ludvika och Finnsviken. Vid Björbo ansluter den till E16 (tidigare riksväg 71) och tillsammans med Europavägen följer riksväg 66 Västerdalälven och passerar orter som Dala-Järna, Vansbro, Äppelbo och Malung. Från Malung fortsätter 66:an norrut längs med älven till Sälenfjällen. Sträckan är vintertid starkt trafikerad av skidturister.

### Standard och planer
Vägen är landsväg hela sträckan, med smala vägrenar. Vägen är Svealands högst belägna nummerskyltade väg med runt 760 m över havet.
Sträckan Dala-Järna–Vansbro håller på att förbättras, byggstart var år 2017. Detta projekt har tillkommit för E16-projektets skull.
Det finns planer på en ny förbifart förbi Limedsforsen, där en detaljerad arbetsplan finns gjord, dock inget känt om tidsplanen. En förstudie om en ny förbifart förbi Yttermalung är också gjord.

### Historia
Riksväg 71 infördes 1962 på sträckan (Borlänge–)Djurås–Malung. Samtidigt namngavs Länsväg 297, Malung-Sälen-Särna. Innan dess fanns länsväg 250 Köping–Ludvika–Björbo–Vansbro–Malung–Sälen–Särna, samt länsväg 246 Djurås–Björbo. Runt år 2000 förlängdes riksväg 71 från Malung över Sälenfjällen till norska gränsen. Sträckan över fjället var innan dess övrig länsväg. 2012 gavs hela sträckan Västerås-norska gränsen numret 66, och sträckningen motsvarar till största del den som länsväg 250 hade tidigare.
Vägen Björbo-Sälens by följer i huvudsak samma vägsträckning som åtminstone på 1940-talet, utom förbifarterna vid Björbo (troligen 1990-tal) och Äppelbo (troligen 1980-tal). 
Vägen över Sälenfjällen är byggd på 1960-talet, förutom närmast gränsen där vägen är från runt 1990. Det var helt väglöst innan dess väster om Sälens by.

## Korsningar och trafikplatser
|  | Nr       | Namn            | Skyltning                                          |
|  | -------- | --------------- | -------------------------------------------------- |
|  | motorväg | Erikslundsmotet | Stockholm Oslo; Eskilstuna Gävle                   |
|  |          | nära Ramnäs     | Hallstahammar                                      |
|  |          | nära Ramnäs     | Kopparberg                                         |
|  |          | i Fagersta      | Gävle (Rv 66 svänger vänster)                      |
|  |          | i Oti           | Örebro; Kungsör (Rv 66 svänger höger)              |
|  |          | i Ludvika       | Örebro, Karlstad, Kopparberg (Rv 66 svänger höger) |
|  |          | i Ludvika       | Falun, Borlänge (Rv 66 svänger vänster)            |
|  |          | i Finnsviken    | Hagfors, Fredriksberg                              |
|  |          | i Björbo        | Gävle, Borlänge (Rv 66 svänger vänster)            |
|  |          | i Vansbro       | Mora                                               |
|  |          | i Vansbro       | Mariestad, Filipstad                               |
|  |          | i Malung        | Oslo, Torsby Karlstad, Mora                        |
|  |          | i Sälen         | Särna (Rv 66 svänger vänster)                      |
|  |          |                 | Rörbäcksnäs (Rv 66 svänger höger)                  |
|  |          |                 | Stöten (Rv 66 svänger vänster)                     |
|  |          |                 | Fulunäs (Rv 66 svänger vänster)                    |
|  |          | vid Stöten      | gräns mot Norge, norska väg 25 ansluter            |